# Emmanuel Jungclaussen

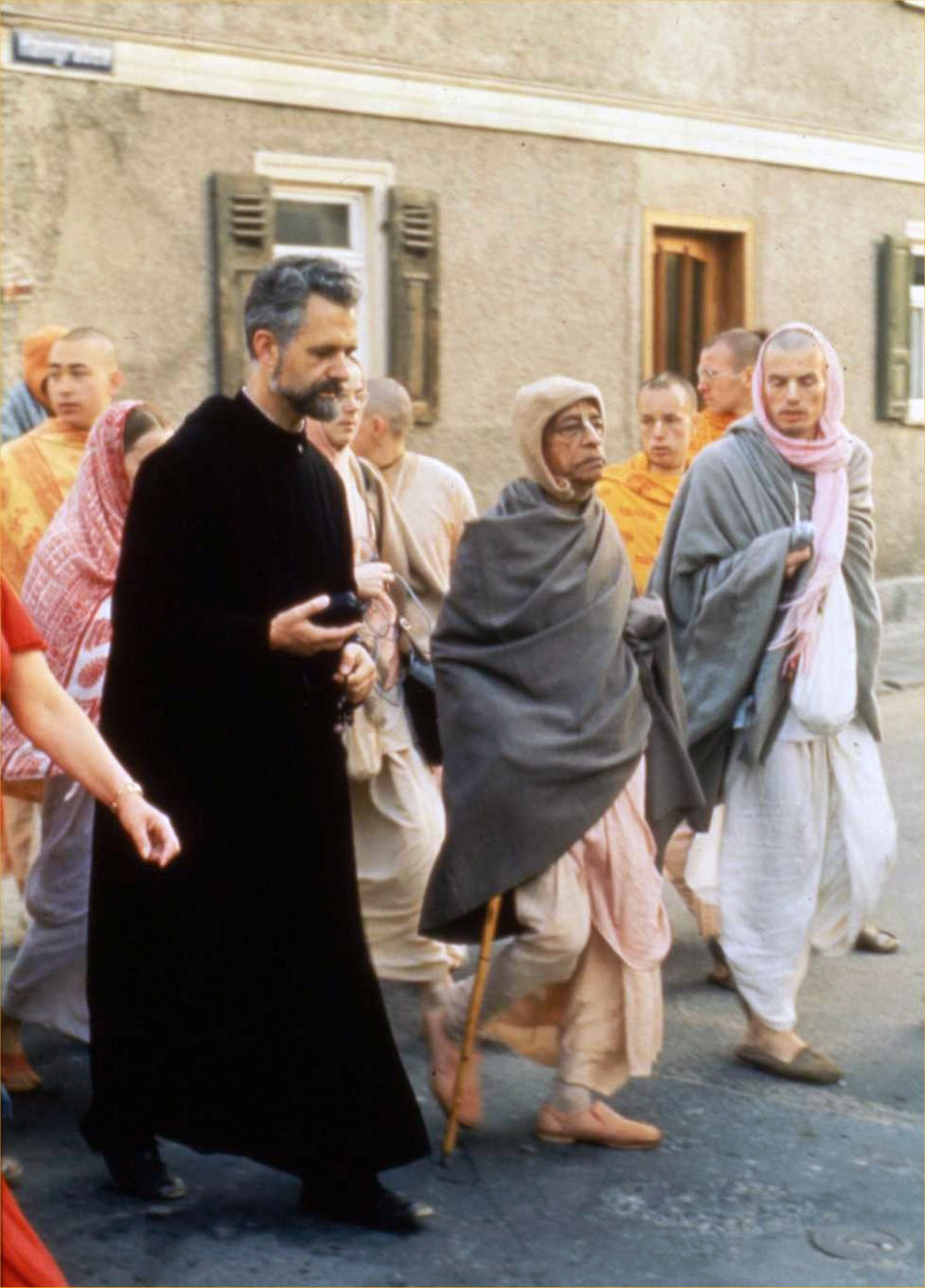
Jungclaussen 1974

Emmanuel Jungclaussen OSB (* 15. Mai 1927 in Frankfurt (Oder) als Walter Jungclaussen; † 8. Dezember 2018 in Niederalteich) war ein deutscher Benediktinerpater, Abt des Klosters Niederaltaich und geistlicher Schriftsteller.

## Leben
Walter Jungclaussen wuchs in einem evangelischen Elternhaus auf. Sein Vater Franz Jungclaussen († 1947) war Mitinhaber der Baumschule H. Jungclaussen. Durch den Zweiten Weltkrieg verschlug es Walter nach Hamburg und Schleswig-Holstein. Jungclaussen konvertierte zur römisch-katholischen Kirche und begann 1949 an der Philosophisch-theologischen Hochschule Sankt Georgen in Frankfurt am Main mit dem Studium der Philosophie und Theologie. Im Jahr 1953 empfing er die Priesterweihe für das Bistum Osnabrück und trat seine erste Kaplansstelle in Fürstenau an.
1955 trat Walter Jungclaussen in das Benediktinerkloster Niederaltaich ein, wo er den Ordensnamen Emmanuel annahm. Niederaltaich pflegte bereits die Ökumene mit den ostkirchlichen Christen und auch die byzantinische Liturgie. Zu seinen Aufgabenbereichen als Mönch gehörte unter anderem die Lehrtätigkeit am St.-Gotthard-Gymnasium der Niederaltaicher Abtei (1956 bis 1993). Nach der Emeritierung des Abts Placidus Stieß wurde Jungclaussen zum Abt von Niederaltaich gewählt. Dieses Amt hatte er von 1989 bis 2001 inne. Sein Wahlspruch „Wahrhaft Gott suchen“ war der Benediktsregel entnommen. Jungclaussen suchte die geistliche Vertiefung des Klosterlebens und sowohl die benediktinische Spiritualität der Westkirche als auch die kontemplative der Ostkirche in Niederaltaich zu beheimaten und diese seinen Mönchen wie interessierten Laien zu erschließen.
Während seiner Zeit als Abt von Niederaltaich setzte Emmanuel Jungclaussen sich nachhaltig für eine frei fließende Donau zwischen Straubing und Vilshofen ein. Dafür erhielt er 2008 vom Bund Naturschutz in Bayern den Bayerischen Naturschutzpreis.

## Wirken
Jungclaussen widmete sich der kontemplativen Spiritualität, der Betrachtung bzw. Meditation und verfasste einige Bücher, darunter Standardwerke zum Jesusgebet.
1996 machte sein Vortrag auf den 46. Lindauer Psychotherapiewochen diese Gebetsweise einer breiteren Fachöffentlichkeit als unterstützende Maßnahme bei Psychotherapien bekannt und gab den Anstoß, das Jesusgebet als therapeutische Maßnahme weiterzuentwickeln.
Jungclaussens Beitrag zur Ökumene der Römisch-katholischen Kirche mit den Ostkirchen liegt in der Schaffung eines gegenseitigen Verständnisses für die jeweils anderen Spiritualitätstraditionen. Der in beiden Spiritualitätsformen beheimatete Benediktiner vermochte für beide Seiten überzeugend zu sein. In den Ostkirchen sind nämlich – so Hilarion Alfejew – „Dogmatik und Mystik“, also Glaube und Spiritualität, „untrennbar miteinander verbunden“, so dass Ökumene weniger durch theologische Diskurse, als mehr durch die spirituelle Begegnung wachse.
Schon 1967 äußerte Jungclaussen die Meinung, dass die Marienerscheinung von Fátima für viele Katholiken ein Problem darstelle, wobei er den dortigen Marienkult selbst kritisch sah.

## Ehrungen und Auszeichnungen
- 1996 „Bürger-Oscar“ der Passauer Neuen Presse für seine Zivilcourage
- 2001: Bundesverdienstkreuz 1. Klasse des Verdienstordens der Bundesrepublik Deutschland
- 2002: Ehrenbürger von Niederalteich[7]
- 2008: Bayerischer Naturschutzpreis, verliehen vom Bund Naturschutz in Bayern
- 2014: Bayerische Staatsmedaille für besondere Verdienste um die Umwelt

## Schriften (Auswahl)
- Die Fülle erfahren. Tage der Stille mit Franz von Assisi. Herder, Freiburg im Breisgau u. a. 1978, ISBN 3-451-18267-X
- Worte der Weisung. Die Regel des heiligen Benedikt als Einführung ins geistliche Leben. Herder, Freiburg im Breisgau u. a. 1980, ISBN 3-451-18971-2
- Suche Gott in dir. Der Weg des inneren Schweigens nach einer vergessenen Meisterin, Jeanne-Marie Guyon. Herder, Freiburg im Breisgau u. a. 1986, ISBN 3-451-20799-0
- Schritte in die innere Welt. Geistliche Übungen. Herder, Freiburg im Breisgau / Basel / Wien 1991, ISBN 3-451-22417-8
- In den Spuren der Meister. Franz von Assisi, Johannes Tauler, Benedikt von Nursia, Heinrich Seuse. Herder, Freiburg im Breisgau u. a. 1992, ISBN 3-451-22807-6
- Leben im Geheimnis. Hundert geistliche Predigten für Sonn- und Festtage im Jahr. Herder, Freiburg im Breisgau u. a. 1997, ISBN 3-451-26257-6
- Unterweisung im Herzensgebet. Eos, St. Ottilien 1999, ISBN 3-88096-454-8
- Von der Leichtigkeit Gott zu finden. Das Innere Gebet der Madame Guyon. Neufeld, Schwarzenfeld 2009, ISBN 978-3-937896-84-7.
- mit Leo Linder: Der Strom des Lebens: Vom Glück, sich selbst zu finden. Ludwig, München 2010, ISBN 978-3-453-28015-1 (Autobiographie).